# Mercedario
Mercedario je hora ve středních Chilsko-argentinských Andách.
Je součástí hlavního, nejvyššího hřebene And Cordillera Principal. Se svou nadmořskou výškou 6 720 metrů je osmou nejvyšší horou Jižní Ameriky.
Leží v provincii San Juan, na západě Argentiny, severozápadně od města Mendoza, v blízkosti hranice s Chile.
Je vzdálená 75 km severně od nejvyšší hory And Aconcaguy.
Vrchol hory je zaledněn.